# Лебедевское сельское поселение (Кемеровская область)
Ле́бедевское се́льское поселение — упразднённое муниципальное образование в Промышленновском районе Кемеровской области. Административный центр — село Лебеди.

## История
Лебедевское сельское поселение образовано 17 декабря 2004 года в соответствии с Законом Кемеровской области № 104-ОЗ. С 2019 года Лебедевский территориальный отдел

## Население
| 2010  | 2011  | 2012  | 2013  | 2014  | 2015  | 2016  |
| ----- | ----- | ----- | ----- | ----- | ----- | ----- |
| 2425  | ↗2429 | ↘2420 | ↘2403 | ↘2361 | ↘2337 | ↘2314 |
| 2017  | 2018  | 2019  |       |       |       |       |
| ↘2293 | ↘2273 | ↘2244 |       |       |       |       |

## Состав сельского поселения
| № | Населённый пункт | Тип населённого пункта       | Население |
| - | ---------------- | ---------------------------- | --------- |
| 1 | Корбелкино       | деревня                      | 83        |
| 2 | Лебеди           | село, административный центр | 706       |
| 3 | Подкопенная      | деревня                      | 105       |
| 4 | Пор-Искитим      | деревня                      | 742       |
| 5 | Уфимцево         | деревня                      | 789       |